# Día Internacional de Conmemoración de las Víctimas de Actos de Violencia Basados en la Religión o las Creencias
El Día Internacional en Conmemoración de las Víctimas de Actos de Violencia Basados en la Religión o la Creencia es una jornada que se celebra anualmente el 22 de agosto desde 2019, fue promulgada por la Asamblea General de la ONU en ese mismo año.

## Proclamación
El Día Internacional en Conmemoración de las Víctimas de Actos de Violencia Basados en la Religión o la Creencia fue establecido el 28 de mayo de 2019 por la Asamblea General de la Naciones Unidas a propuesta de Polonia. Esta resolución condena la violencia y el terrorismo dirigidos a individuos y minorías religiosas. Reafirma la condena de todos los actos de terrorismo y extremismo violento en todas sus formas, enfatizando que estos actos no deben asociarse con ninguna religión, nacionalidad, civilización o grupo étnico.

## Celebración
El 22 de agosto fue designado para conmemorar este día que es consecutivo al Día Internacional de Conmemoración y Homenaje a las Víctimas del Terrorismo, que se celebra el 21 de agosto. La primera celebración tuvo lugar en 2019, tras la adopción de la resolución correspondiente. Este día fue elegido para brindar apoyo y asistencia adecuados a las víctimas y sus familias, y para destacar la importancia de combatir la intolerancia y la violencia basadas en la religión o las creencias.

## Celebraciones y temas
- 2019: Primera celebración[2]
- 2020: Sin tema[4]
- 2021: All societies must collectively reject religious violence,[5] ('Todas las sociedades deben rechazar colectivamente la violencia religiosa')
- 2022: Sin tema[6][7]
- 2023: Freedom of religion and belief is an inalienable human right,[8] (La libertad de religión y creencias es un derecho humano inalienable)